# Dessecante

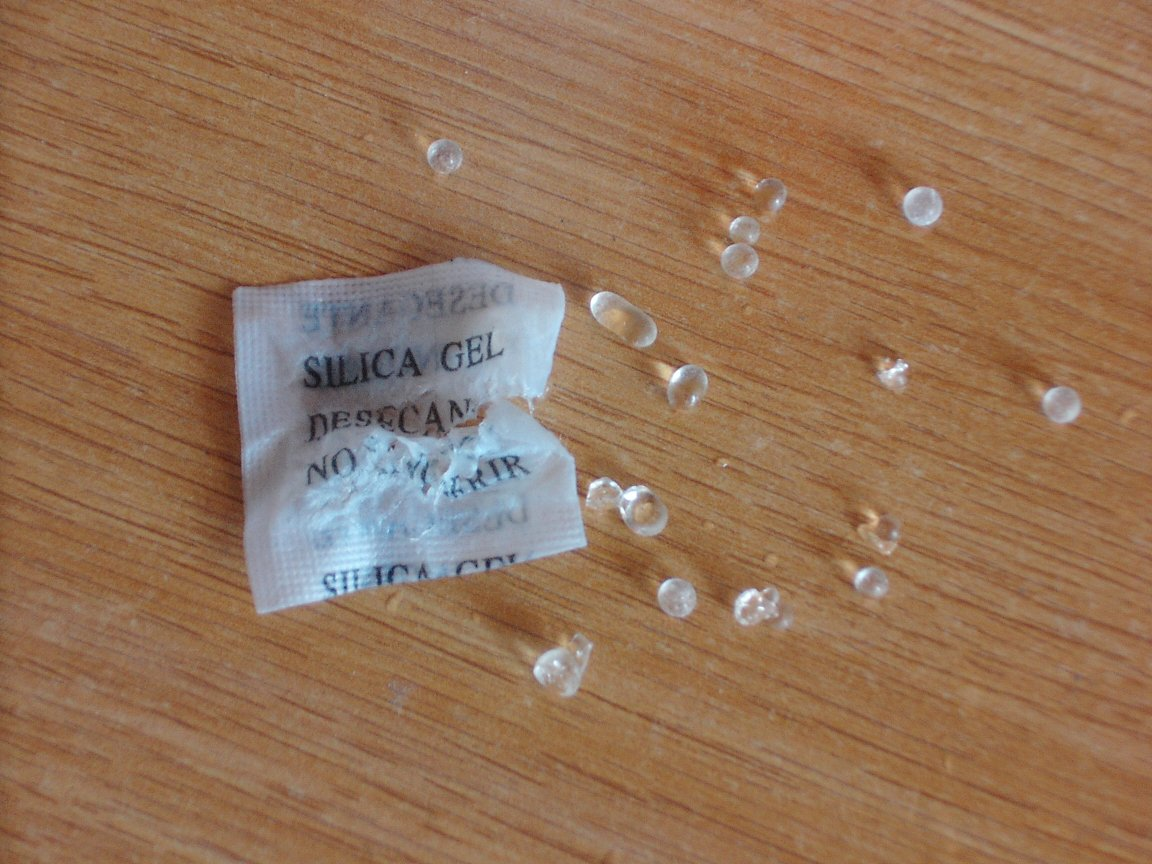
Saco de sílica gel

Dessecante, agente dessecante ou exsicante são substâncias químicas capazes de absorver ou adsorver água, assim como outras substâncias, como, dependendo do caso, álcool (etanol), por exemplo, usadas na secagem de fluidos, tanto líquidos quanto gasosos, tanto em laboratório quanto na indústria, em inúmeros outras aplicações.
Os dessecantes comumente encontrados pré-embalados são sólidos, e usados para absorção ou adsorção de água (humidade), ou uma combinação das duas, e normalmente usados quando há o risco de danos a produtos sensíveis à humidade. Dessecantes para propósitos especiais podem ser em outras formas que não sólidas, e podem atuar por outros princípios, tal como as ligações químicas a H2O.
Exemplos de dessecantes mais comuns: sílica gel, sulfato de cálcio, cloreto de cálcio, argila de montmorillonita, argila diatomácea (argila moler, da Dinamarca) e peneiras moleculares.
O arroz é uma alternativa "low-tech", frequentemente usadas por exemplo em saleiros para manter o sal de cozinha com escoamento eficaz e impedindo a formação de grumos. O arroz, entretanto, não é um bom dessecante, por ter capacidade de adsorção muito baixa, e porque é susceptível ao ataque de microorganismos. Quando usado no saleiro, o sal atua limitando o desenvolvimento de bactérias e mofos. O próprio sal é outro dessecante efetivo, usado por milênios para conservação de alimentos, como por exemplo a carne vermelha e os peixes.

## Toxicidade
Um dessecante deve ser escolhido não somente por sua eficiência na secagem, mas também por outros efeito desejados, como antibiótico/fungicida/pesticida natural, ou por não serem nocivos aos seres vivos, ou ainda ao meio ambiente. Também é importante que não cause danos ao produto em dessecação ou a ser protegido. Como exemplo, o sal é uma substância com efeito antibióticos e fungicida natural e não nocivo quando consumido em quantidade moderadas, de onde seu uso popular como agente de secagem em alimentos.
Dessecantes podem também ter incorporadas substâncias secundárias de maneira a adquirir propriedades antibióticas e outras. Elas podem ter origem mineral, sintética, ou herbácea, e variar sua toxicidade em relação a humanos e outros.

## Reatividade química
Por causa de seu uso comum em preservação, usualmente é desejável para um dessecante ser substancialmente quimicamente estável ou inerte, e um número de dessecantes usuais com estas propriedades tem sido identificados e estão em uso comum, tal como a sílica gel, os dessecantes baseados em argilas diatomáceas ou bentoníticas, e mesmo o giz (um dessecante de baixa capacidade de retenção).
Outros dessecantes podem ser corrosivos, como o cloreto de cálcio, na forma de sal. Usualmente, o cloreto de cálcio é embalado de modo a evitar o contato com os objetos que deve proteger, e fica neutralizado depois de combinar-se com a umidade do ar. 
O indicador azul contido na sílica-gel indicadora é baseado no cloreto de cobalto (II), que é classificado como tóxico, segundo a diretriz européia (Diretiva da Comissão Européia 98/98/EC - aditivo à 67/548/EEC). Ainda que a sílica-gel indicadora seja usada em pequenas quantidades, esta diretriz da Comissão Européia exige que ela seja etiquetada como "tóxica". Atualmente está sendo substituída por outros corantes (amarelos ou laranja), de origem orgânica e atóxicos.
É de se observar que alguns dessecantes que são reativos em determinados meios, como o sódio metálico em etanol, não o são em outros, como nas parafinas (sendo usado especialmente o querosene), preenchendo as características necessárias acima, pelo menos nestes solventes.